# Mata Hari (canção)
"Mata Hari" foi a canção que representou a Noruega no Festival Eurovisão da Canção 1976, cantada em inglês por Anne-Karine Strøm. O tema tinha letra de Philip A. Kruse, música e orquestração de  Frode Thingnæs. 
A letra fala-nos de alguém que passa por dificuldades na vida. A cura para eles, é segundo o que vem na letra  obter alguma da mística de Mata Hari a quem ela dirige a canção. 
A canção norueguesa foi a nona a ser interpretada na noite do festival, a seguir à canção holandesa "The Party's Over, interpretada por Sandra Reemer e antes da canção grega "Panayia Mou, Panayia Mou" , interpretada por Mariza Koch. Apesar de cantar em inglês e não na sua língua nativa, a cantora norueguesa não foi feliz, pois só obteve 7 pontos, classificando-se em 18.º e último lugar. 
Strøm tinha anteriormente representado a Noruega na Eurovisão por duas ocasiões: em 1973 na banda  The Bendik Singers e em 1974. Esta cantora cometeu a proeza de ser a única até 2015 a terminar em último lugar por duas vezes naquele evento: em 1974 e em 1976. 